# Michel Kasser
Pour les articles homonymes, voir Kasser.
Michel Kasser, né le 11 juillet 1953 à Lausanne, est un géodésien et géomaticien français et suisse. Spécialiste de géodésie, de sciences géographiques et tout particulièrement de développements technologiques dans ces domaines, il est professeur de Géodésie à l'école d'ingénieurs d'Yverdon-les-Bains (VD, Suisse), la HEIG-VD, après avoir été directeur de l'ESGT de 1991 à 1999, de l'ENSG de 2003 à 2011, et directeur exécutif du Groupe de recherches en géodésie spatiale (GRGS) de 2004 à 2008. Il a présidé l'Association Française de Topographie (AFT, 700 membres) de 2002 à 2012, et il en est désormais président d'honneur.

## Formation
De 1972 à 1977, il suit des études à l'École polytechnique (X 1972) puis à l'École nationale des sciences géographiques (ENSG). Intégré en France au corps des ingénieurs géographes en 1977, il y est nommé professeur des universités en 1991.

## Œuvre
Dès le début de sa carrière à l'IGN, il développe diverses méthodologies et instrumentations, en particulier le nivellement trigonométrique motorisé (1982), différents procédés de télémétrie laser dont la station de télémétrie laser sur satellites dite "ultra-mobile", puis le nivellement assisté par GPS (2001). Il mène au cours des années 1977 à 1991 de nombreuses missions de géophysique, afin de mesurer directement les déformations crustales liées aux mouvements tectoniques, aux éruptions volcaniques et aux mouvements de terrain. Il publie de nombreux articles scientifiques dans ces différents domaines, ainsi que trois brevets liés à la télémétrie laser, puis se consacre à des publications de vulgarisation technique.

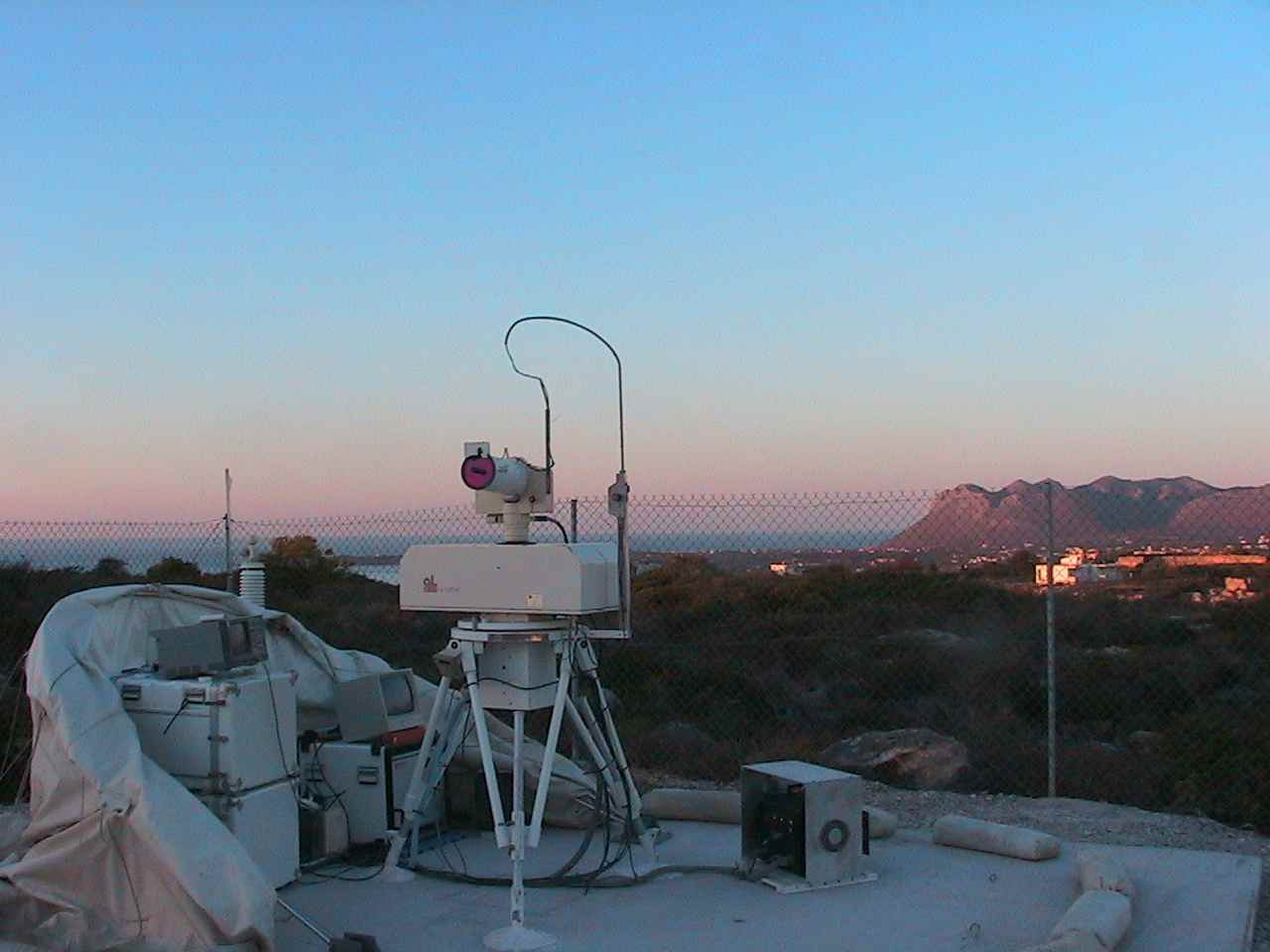
La station laser Ultra-Mobile à Ajaccio (2003)

## Carrière

### Enseignement
Il enseigne la topométrie à l'ESGT, puis la propagation des ondes électromagnétiques dans l'atmosphère à l'ENSTA, l'ESGT, l'ESTP et l'ENSG, et la géodésie dans différents masters et depuis 2011 à la HEIG-VD, tant dans le cycle Bachelor que dans le Master en Ingénierie du Territoire (MIT).

### Administratif
Il dirige de 1980 à 1984 le Nivellement général de la France à l'IGN, puis y crée le laboratoire d'instrumentation LOEMI qu'il dirige jusqu'en 1988. Il est nommé chef du service commercial et d'action régionale de l'IGN jusqu'en 1991. Il est alors nommé au CNAM comme directeur de l'École supérieure des géomètres et topographes (ESGT), qu'il accompagne dans sa délocalisation au Mans en 1997, puis il revient à l'IGN en 1999. Il y est alors nommé chef du service de géodésie et nivellement, et directeur du laboratoire de recherches en géodésie (LAREG), puis de 2003 à 2011 directeur de l'ENSG. Il rejoint la HEIG-VD à la rentrée 2011, où il est responsable de la filière Géomatique.

## Distinctions
- 1969 : Lauréat du Concours général en géographie.
- 1989 : Premier lauréat du Grand prix de l'instrumentation géographique de l'AFI3G.
- 2001 : Prix Verdaguer décerné par l'Académie des sciences.
- 2011 : Officier de l'Ordre des Palmes académiques en France.

## Publications
- 2001 : M. Kasser, Y. Egels. Photogrammétrie numérique. Paris, Hermès sciences publications, 379 p.
- 2002 : M. Kasser, Y. Egels. Digital Photogrammetry. London, Taylor & Francis, 351 p.
- Plus de 170 publications dans les domaines de la géodésie, l'instrumentation laser, la géophysique, et la géomatique.

## Brevets
- M. Kasser, G. Lund : Réflecteurs laser pour télémétrie laser sur satellites de très haute précision.  Brevet FR 94 02773 (10-3-94), Brevet européen n° 95400492.5 (7-3-95), brevet US 08 401 188 (9-3-95), brevet Japon n° 051572/95 (10-3-95) au nom de la Société Aérospatiale
- M. Kasser : Procédé pour déterminer les coordonnées spatiales de points, application de ce procédé à la topographie de haute précision, système et dispositif optique pour la mise en œuvre du procédé. Brevet FR 90 12609 (12-10-90), brevet européen 91 402 698.4 (9-10-91), brevet US 774, 038 (7-10-91), brevet canadien n° 2, 053, 125-8 (10-10-91) au nom de l'Institut Géographique National
- Pierrard, Kasser, Thomas : Dispositif télémétrique pour la détection et la localisation d'objets ou de substances rétrodiffusants. Brevet FR 9016357 (1990), brevet européen 91403528.2 (1991) au nom de la société SOPELEM